# Cypripedium henryi
Espèce
Statut de conservation UICN

 VU B2ab(ii,iii,v) : Vulnérable
Statut CITES
Cypripedium henryi est une espèce d'orchidées du genre Cypripedium originaire de Chine.